# Іоанникій (Кобзєв)
Іоанни́кій (Ко́бзєв), митрополи́т Луга́нський і Алче́вський (7 лютого 1938, с. Новоселівці Беленіхінського району Бєлгородської області, Російська РФСР — 17 жовтня 2020) — український колабораціоніст з Росією, архієрей Української Православної Церкви (Московського Патріархату) на спокої.

## Біографія
Іван Якович Кобзєв народився 7 лютого 1938 року в селі Новоселівці Беленіхінського району Білгородської області (Російська РФСР) в російській селянській родині. Тезоіменитство — 17 листопада.
1955 року закінчив сім класів загальноосвітньої школи.
У 1955—1958 роках працював на будівництві в Білгороді.

### Початок служіння
Протягом 1958—1960 років навчався в Київській, а після її закриття, у 1960—1962 роках — в Одеській духовній семінарії.
1966 року закінчив Московську духовну академію зі ступенем кандидата богословських наук за наукову роботу: «Преподобний Ігнатій Брянчанінов і його православний світогляд».
У період навчання в Московській духовній школі був зарахований до числа братії Московської Троїце-Сергієвої Лаври. 16 листопада 1964 року прийняв чернечий постриг. 24 листопада того ж року висвячений у сан ієродиякона.
З 1966 по 1971 рік ніс послух у Московській Патріархії за Святійших Патріархів Олексія (Симанського) і Пимена (Ізвєкова).
7 квітня 1969 року прийняв сан ієромонаха і через два роки, у 1971, був возведений у сан ігумена.
1971 року став викладачем Одеської духовної семінарії.
1983 року возведений у сан архімандрита.
1986 — призначений настоятелем Покровського собору міста Ізмаїла і благочинним Ізмаїльського округу.

### Архієрейське служіння
13 грудня 1988 року відбулася хіротонія архімандрита Іоанникія в єпископа Слов'янського, вікарія Одесько-Херсонської єпархії.
З 19 лютого 1990 року — єпископ Донецький і Луганський. З 1991 року — єпископ Луганський і Старобільський.
1993 року возведений у сан архієпископа, а у 2001 році — у сан митрополита.
31 березня 2007 року, після розділенням Луганської єпархії на дві самостійні носить титул «Луганський і Алчевський».
У зв'язку зі збільшенням кількості єпархій Української Православної Церкви у 2007 році включений до числа постійних членів Священного Синоду УПЦ.
На спокої з 20 липня 2012 року.

### Митрополит Іоанникій у «ЛНР»
4 листопада 2014 року Митрополит Іоанникій під час інавгурації, яка відбулась у колонному залі Луганської обласної ради, благословив «главу» «Луганської народної республіки» І. Плотницького.
Помер 17 жовтня 2020 року.

## Державні нагороди
- Відзнака Президента України — ювілейна медаль «20 років незалежності України» (19 серпня 2011)[8]

## Праці
- Преподобний Ігнатій Брянчанінов і його православний світогляд (1966) — кандидатська дисертація

### Інтерв'ю
- Митрополит Луганский и Старобельский Иоанникий. «Молитва и труд все перетрут»[недоступне посилання з червня 2019]

### Виступи і доповіді
- Митрополит Луганский и Старобельский Иоанникий. Восстановленная справедливость (2007) [Архівовано 26 лютого 2008 у Wayback Machine.]